# Taco Zip
Taco Zip is een Belgische stripreeks gecreëerd door Luc Cromheecke en Fritzgerald. Later kwam Jakketoe er bij voor extra scenario’s.
Taco Zip debuteerde in het weekblad Robbedoes (#2469 van 6 augustus 1985).
Later volgde ook nog publicatie in de kranten De Morgen, Gazet van Antwerpen, Het Belang van Limburg en de Volkskrant;.

## Nederlandstalige albumuitgaven
- 1 Deel 1 (1989)[2]
- 2 Deel 2 (1990)[2]
- 3 Heavy kunst (1992)[2]
- 4 Proap! (1993)[2]
- INTEGRALE Zuigen met de tenen! (2005)[2]